# 횡요방지대

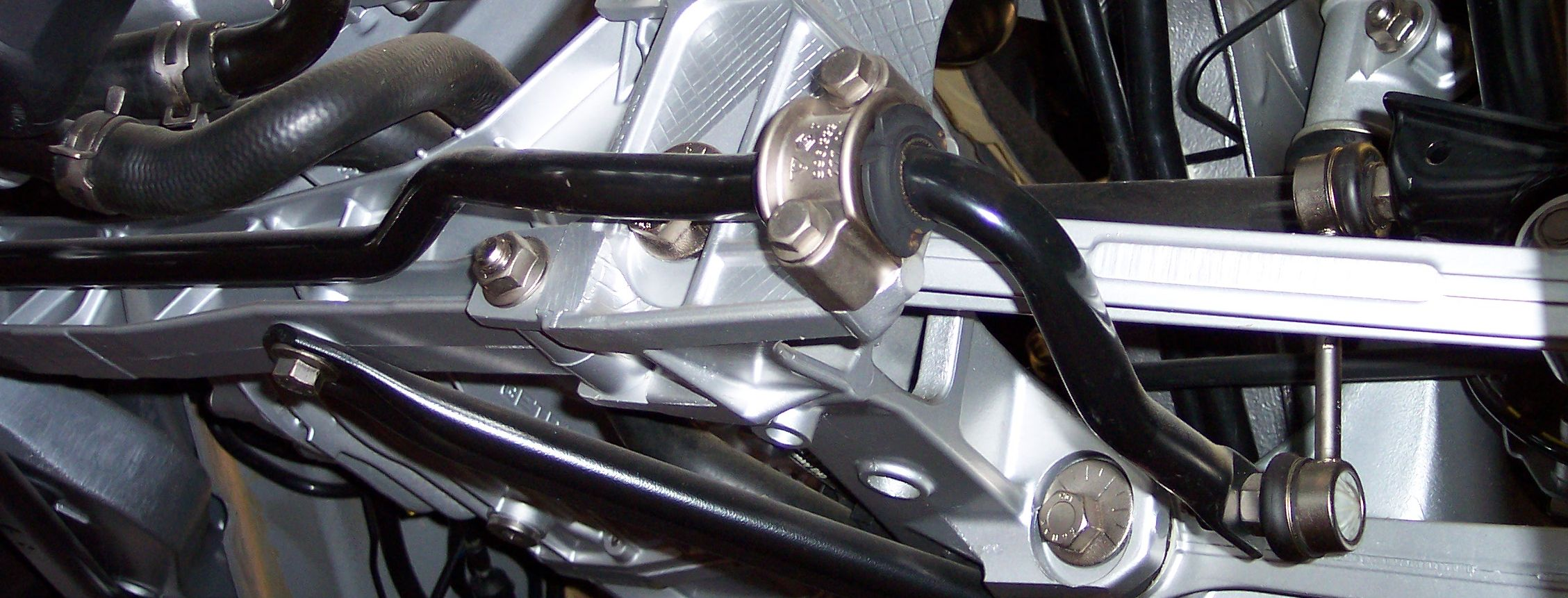
포르쉐의 후면에 위치한 횡요방지대(검은색)

횡요방지대 또는 앤티롤 바(Anti-roll bar)는 빠른 코너링이나 불규칙한 도로에서 차량의 차체 롤링을 줄이는 데 도움이 되는 자동차 서스펜션 부품이다. 앵커용 짧은 레버 암을 사용하여 반대쪽 앞바퀴 또는 뒷바퀴를 토션 스프링에 연결한다. 이는 서스펜션의 롤링 강성, 즉 회전 시 롤링에 대한 저항력을 증가시킨다.
최초의 횡요방지대 특허는 1919년 4월 22일 뉴브런즈윅주 프레더릭턴의 캐나다 발명가 스티븐 콜먼에게 수여되었다.
횡요방지대는 일반적으로 훨씬 더 단단한 서스펜션과 차체 롤링 수용으로 인해 2차 세계대전 이전 차량에서는 이례적이었다. 그러나 1950년대부터 생산 차량에는 횡요방지대가 더 일반적으로 장착되었으며, 특히 더 부드러운 코일 스프링 서스펜션이 장착된 차량에는 더욱 그렇다.

## 같이 보기
- 토션 바